# Cedar Point (Carolina del Nord)
Cedar Point è un comune degli Stati Uniti d'America, situato in Carolina del Nord, nella contea di Carteret.